# Mira Furlan
Mira Furlan (Zagreb, 7 september 1955 - Los Angeles, 20 januari 2021) was een Kroatische actrice en zangeres.
Furlan was het bekendst van haar rol als Delenn in de televisieserie Babylon 5, waar zij in 110 afleveringen speelde.

## Biografie
Furlan werd opgevoed door een Kroatisch-Joodse moeder en een Sloveens-Kroatische vader. Zij studeerde aan de Academy for Dramatic Arts in haar geboorteplaats Zagreb, waar zij een BA in theaterwetenschap behaalde. Zij acteerde in films en televisieseries in zowel Kroatië als de Verenigde Staten.
Furlan was getrouwd en had uit dit huwelijk een zoon (1998).

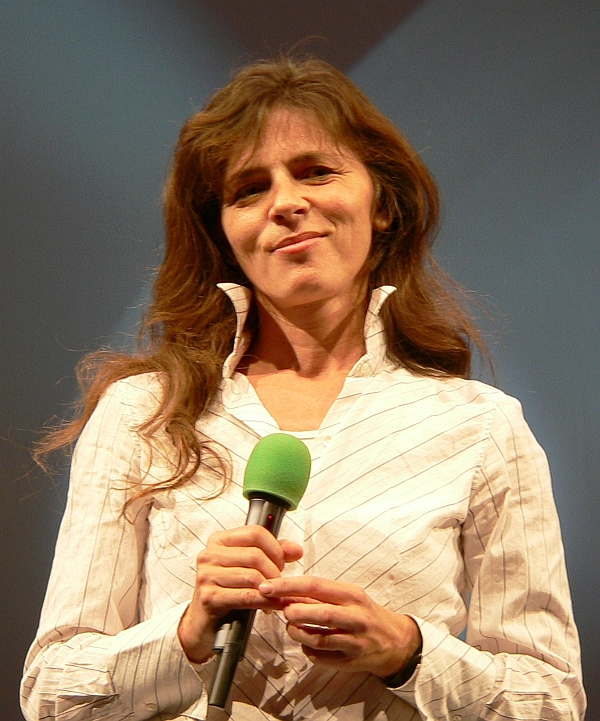
Mira Furlan (2006)

## Filmografie
Selectie uit haar films.
- 2013: Seaburners – als Denise
- 2011: Do Not Forget Me Istanbul – rol onbekend
- 1998: Babylon 5: Thirdspace – als Delenn
- 1998: Babylon 5: In the Beginning – als Delenn
- 1993: Babylon 5: The Gathering – als Delenn
- 1985: When Father Was Away on Business – als Ankica Vidmar

### Televisieseries
Selectie uit haar televisieseries.
- 2016-2017: Just Add Magic - als de reiziger - 6 afl.
- 2004-2010: Lost – als Danielle Rousseau – 19 afl.
- 1994-1998: Babylon 5 – als Delenn – 110 afl.
- 1997: Spider-Man – als Silver Sable (stem) – 4 afl.

- Bibsys: 6085027
- Biblioteca Nacional de España: XX5208035
- Bibliothèque nationale de France: cb141794160 (data)
- Gemeinsame Normdatei: 139331816
- International Standard Name Identifier: 0000 0001 1467 1698
- Library of Congress Control Number: no99009571
- MusicBrainz: 32b16298-413b-46ec-88d9-8e4303874b9f
- Nationale Bibliotheek van Tsjechië: xx0168711
- Nationale bibliotheek van Australië: 40008899
- Nationale Bibliotheek van Israël: 987007432808805171
- Nationale Bibliotheek van Polen: a0000002969938
- Istituto Centrale per il Catalogo Unico: TSAV338500
- Système universitaire de documentation: 170035603
- Virtual International Authority File: 7598036
- WorldCat: E39PBJyhbHtF6rGxRvmH9xRHYP